# Capitale italiana della cultura
La capitale italiana della cultura è una città designata ogni anno dal Ministero della cultura e scelta da una commissione di sette esperti nominata dallo stesso ministero che, per il periodo di un anno, ha la possibilità di mettere in mostra la sua vita e il suo sviluppo culturale.

## Storia
Il progetto della capitale italiana della cultura è nato nel 2014 da una idea dell'allora ministro per i beni e le attività culturali Dario Franceschini a seguito della proclamazione della città di Matera a capitale europea della cultura 2019. Le prime città ad essere scelte sono state quelle che, insieme alla città dei Sassi, avevano partecipato alla selezione come capitale europea della cultura: Cagliari, Lecce, Perugia, Ravenna e Siena, che hanno congiuntamente ottenuto il titolo per l'anno 2015.
Nel 2016 un apposito decreto del governo ha designato le città di Mantova e Pistoia per gli anni 2016 e 2017.
A partire dall'anno successivo, la città prescelta per il titolo di capitale italiana della cultura viene selezionata tramite un bando di concorso indetto dal Ministero della cultura: uniche eccezioni sono stati il 2021 - quando il titolo assegnato a Parma per l'anno precedente venne prorogato di un anno a causa della pandemia di COVID-19 - e il 2023, quando un decreto del governo ha designato le città di Bergamo e Brescia come capitali italiane della cultura per promuovere il rilancio socioeconomico e culturale dell'area più colpita dalla pandemia.
L'unico anno in cui non è stato assegnato il titolo è il 2019, anno in cui Matera era capitale europea della cultura.
L'iniziativa ha, tra gli obiettivi, quello di "valorizzare i beni culturali e paesaggistici" e di "migliorare i servizi rivolti ai turisti".

## Filatelia
Il francobollo celebrativo per la città di Mantova è stato emesso il 15 ottobre 2016, quello per Pistoia il 19 maggio 2017, quello per Palermo il 6 ottobre 2018 e quello per Parma il 22 settembre 2020. Per Procida è uscito il 22 gennaio 2022, quello per "Brescia-Bergamo" in dittico il 23 marzo 2023. Pesaro invece è stato emesso il 26 febbraio 2024.

## Lista delle capitali italiane della cultura
- 2015: Cagliari[8], Lecce[9], Perugia[10], Ravenna[11], Siena[12]
- 2016: Mantova[13]
- 2017: Pistoia[14]
- 2018: Palermo[15]
- 2019: non designata[16]
- 2020-2021: Parma[17][18]
- 2022: Procida[19]
- 2023: Bergamo[20][21] e Brescia[20][22]
- 2024: Pesaro[23]
- 2025: Agrigento[24]

Designate
- 2026: L'Aquila[25]
- 2027: Pordenone[26]

## Statistiche
| Regione               | Numero città | Città                     |
| --------------------- | ------------ | ------------------------- |
| Abruzzo               | 1            | L'Aquila                  |
| Campania              | 1            | Procida                   |
| Emilia-Romagna        | 2            | Ravenna, Parma            |
| Friuli-Venezia Giulia | 1            | Pordenone                 |
| Lombardia             | 3            | Mantova, Bergamo, Brescia |
| Marche                | 1            | Pesaro                    |
| Puglia                | 1            | Lecce                     |
| Sardegna              | 1            | Cagliari                  |
| Sicilia               | 2            | Palermo, Agrigento        |
| Toscana               | 2            | Siena, Pistoia            |
| Umbria                | 1            | Perugia                   |

## Galleria d'immagini

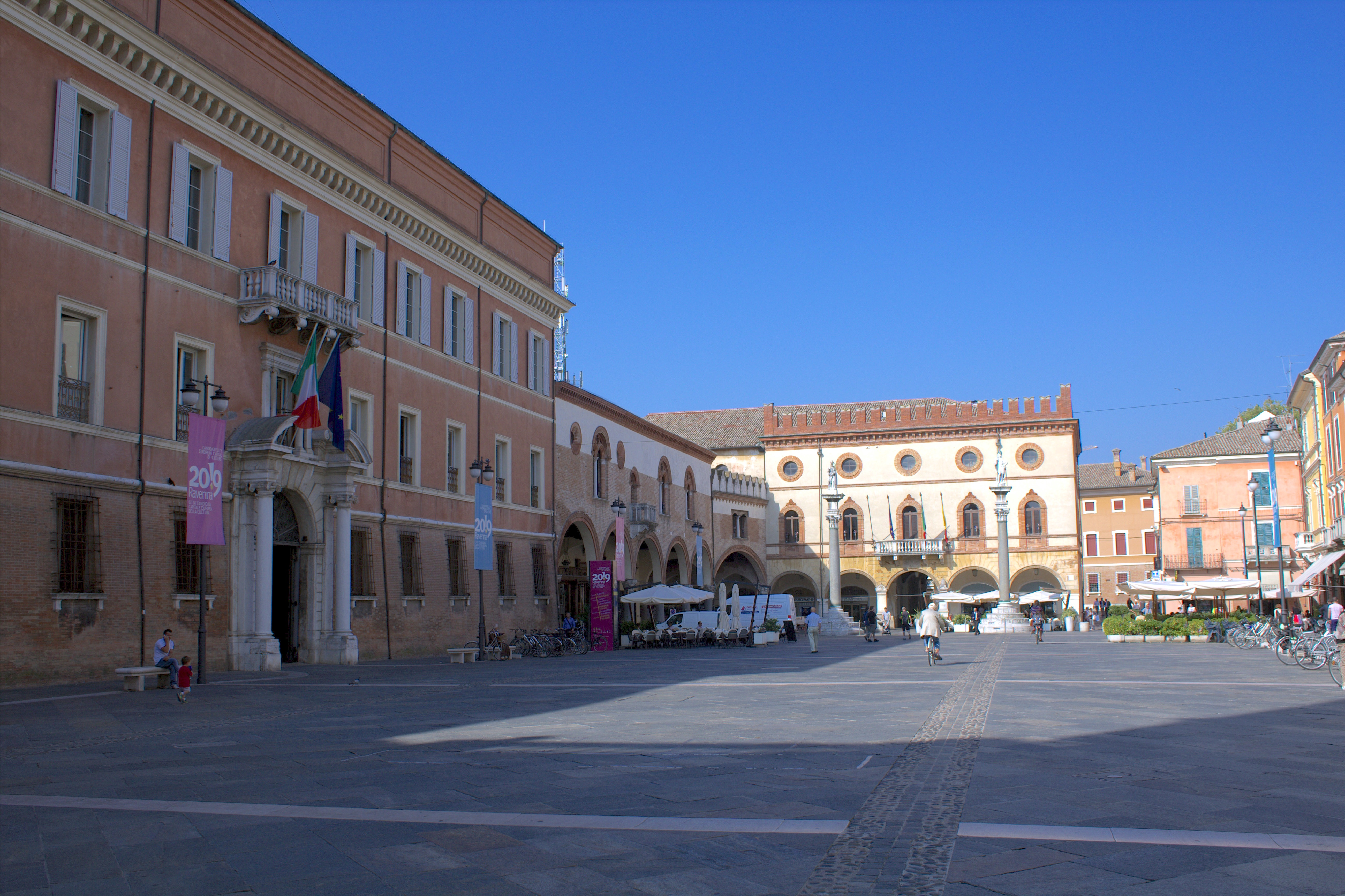
Ravenna (2015)
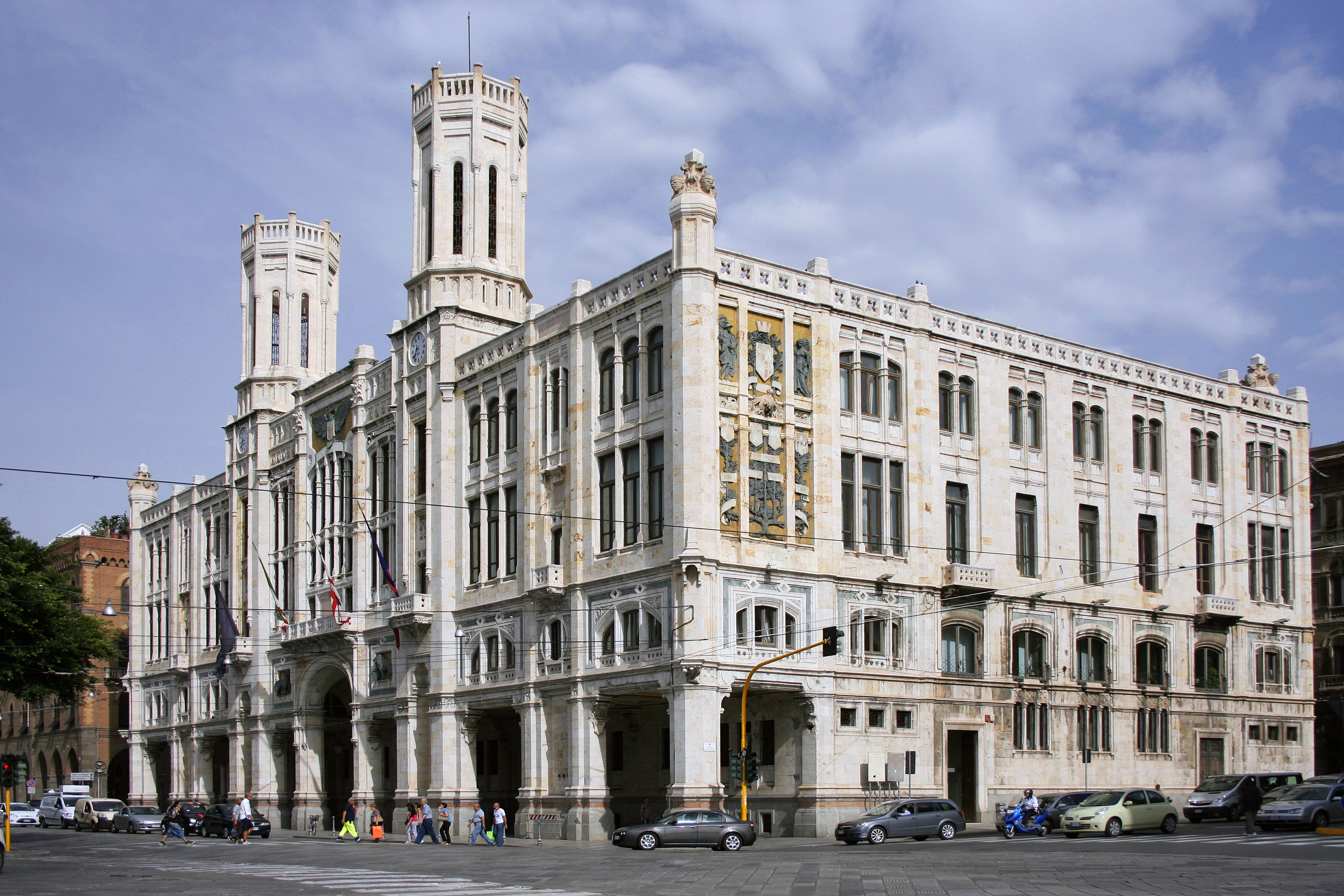
Cagliari (2015)
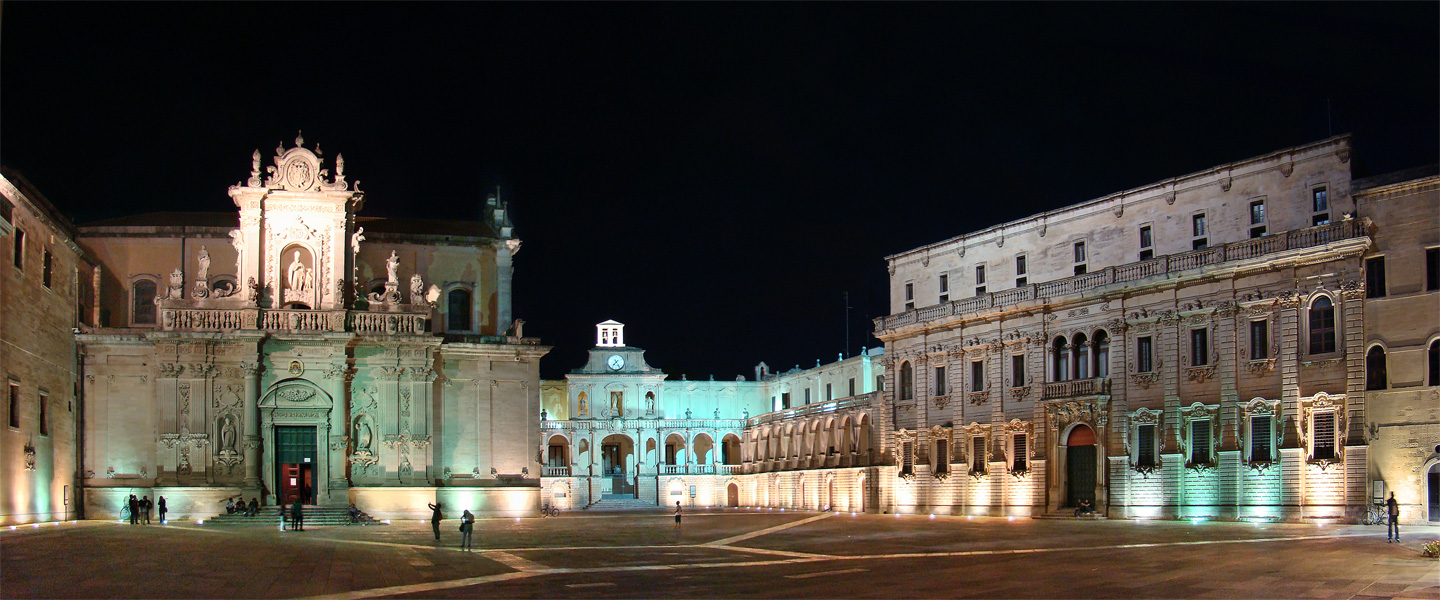
Lecce (2015)
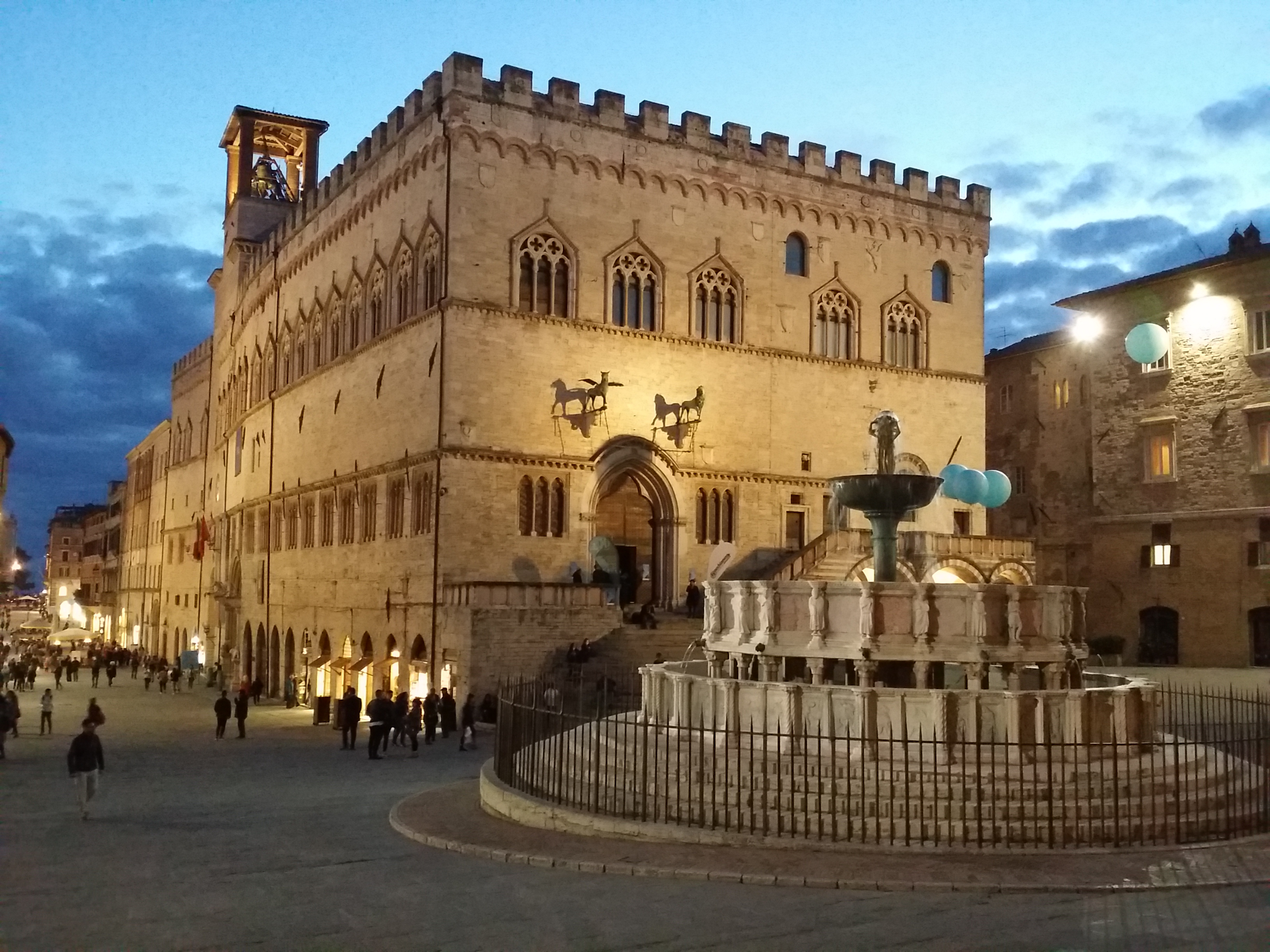
Perugia (2015)
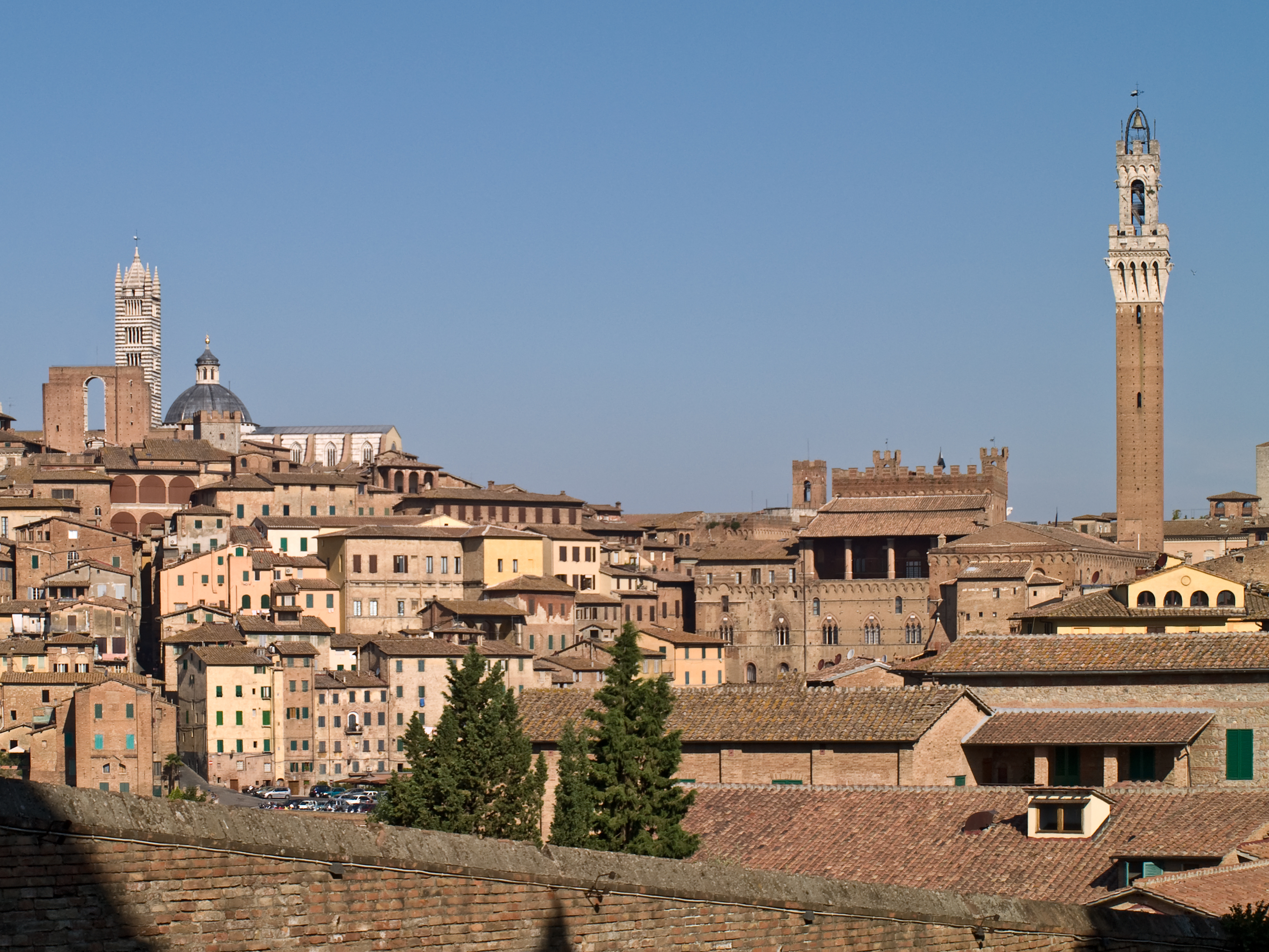
Siena (2015)
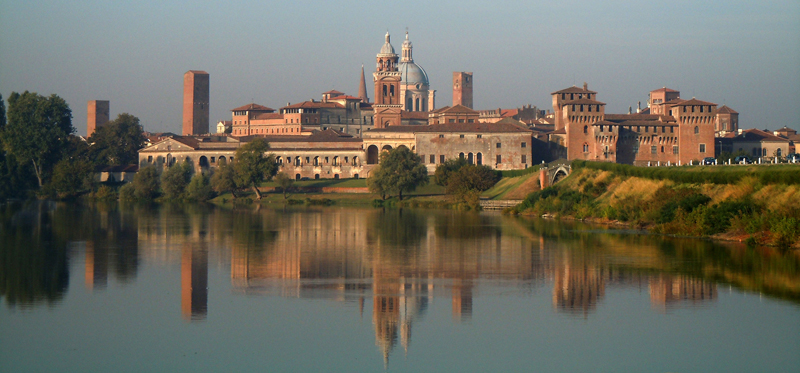
Mantova (2016)
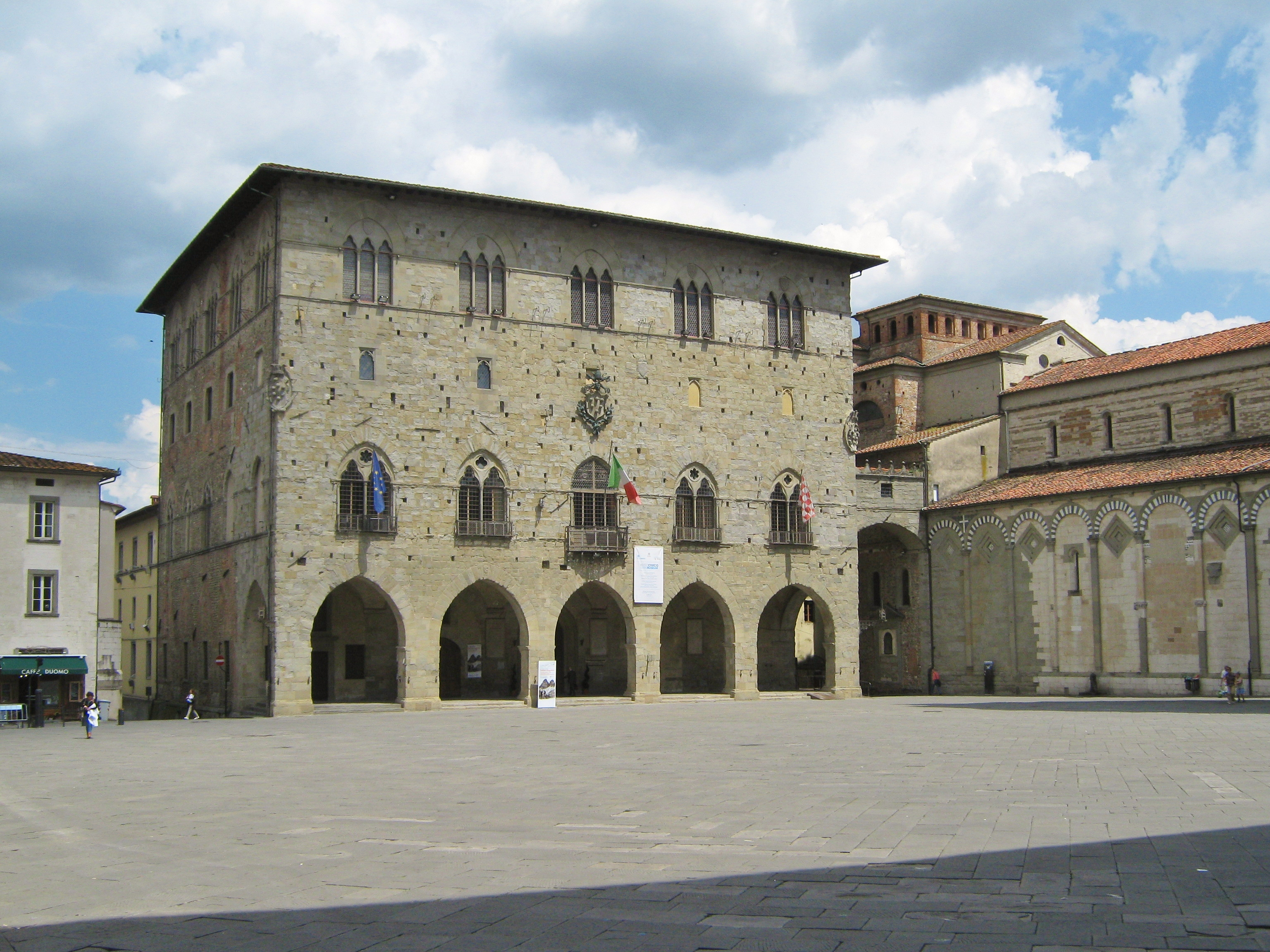
Pistoia (2017)
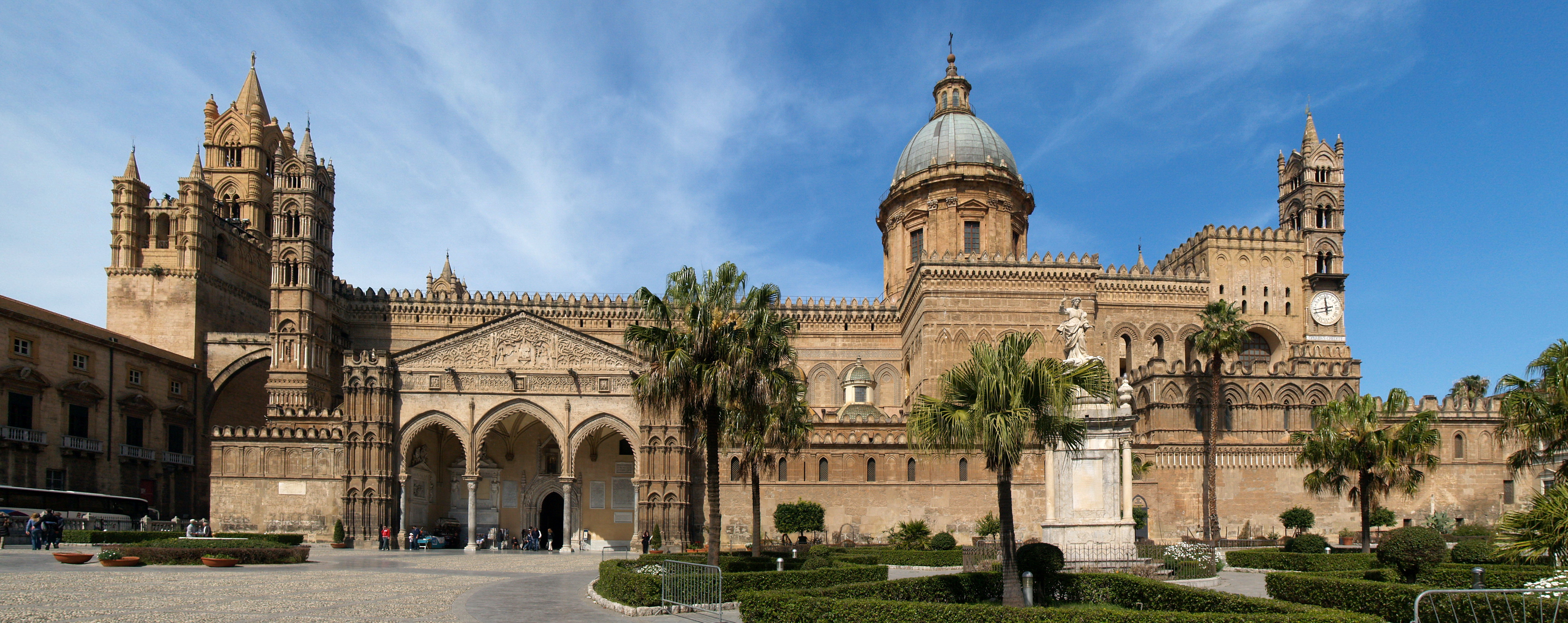
Palermo (2018)
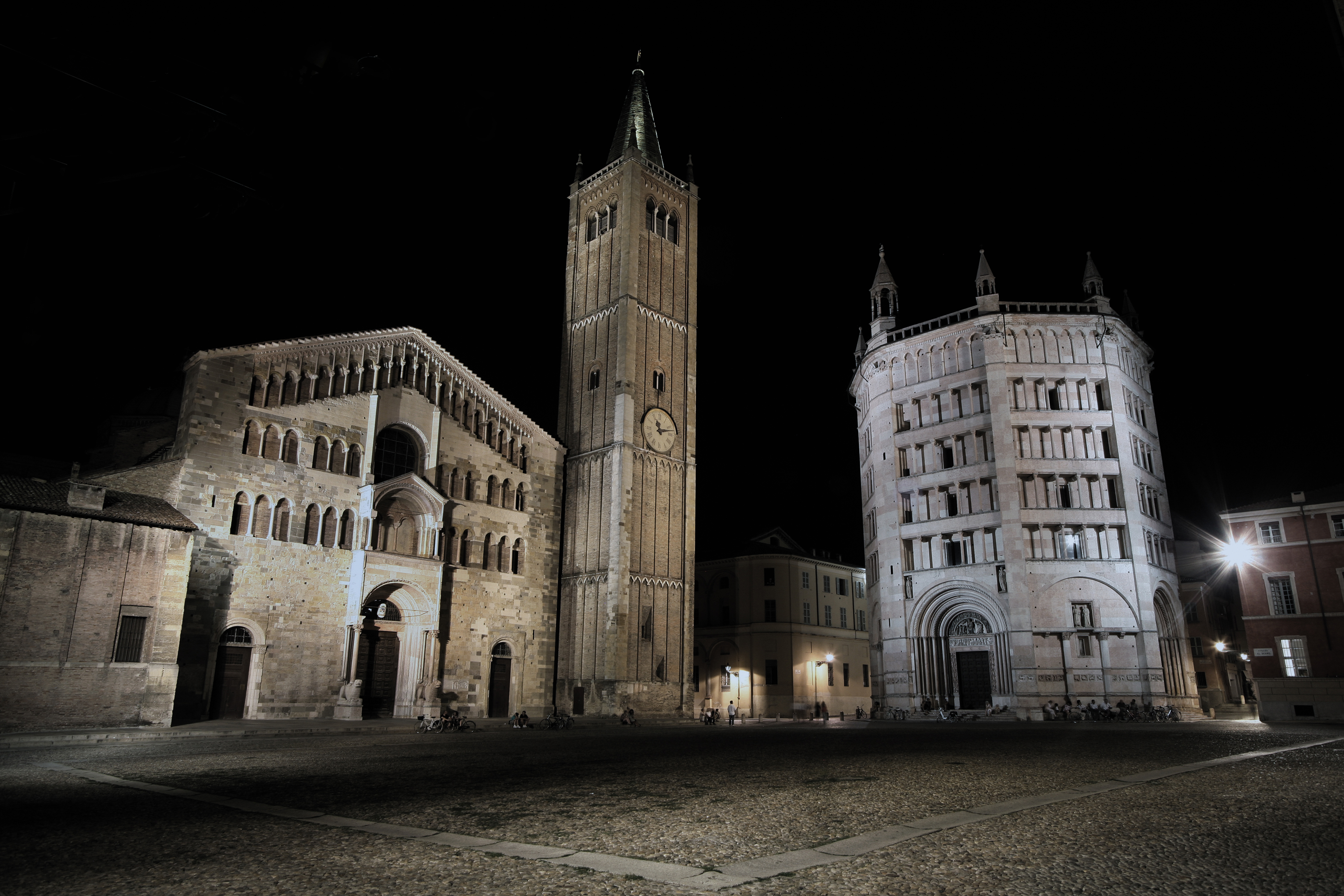
Parma (2020/2021)
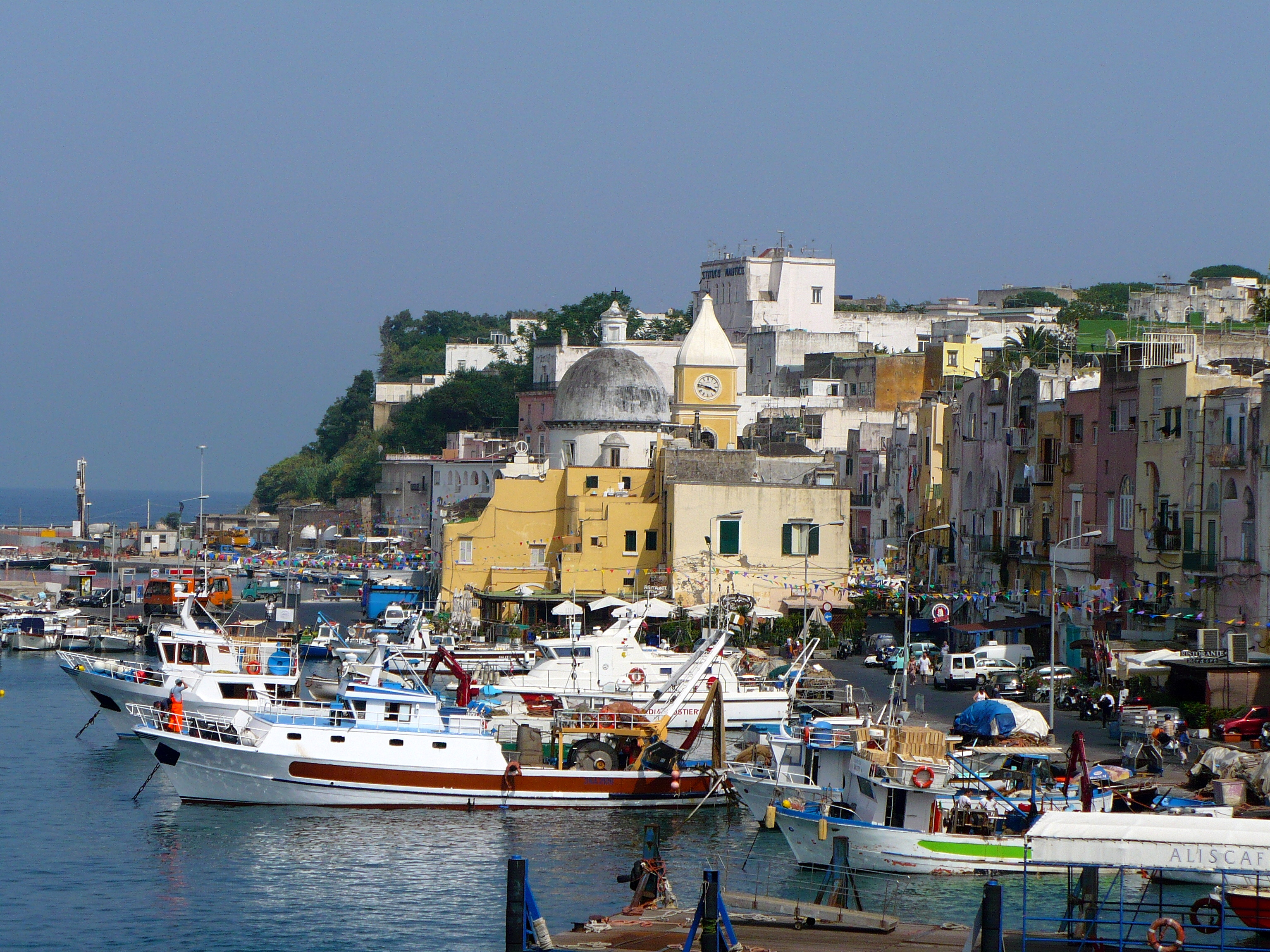
Procida (2022)
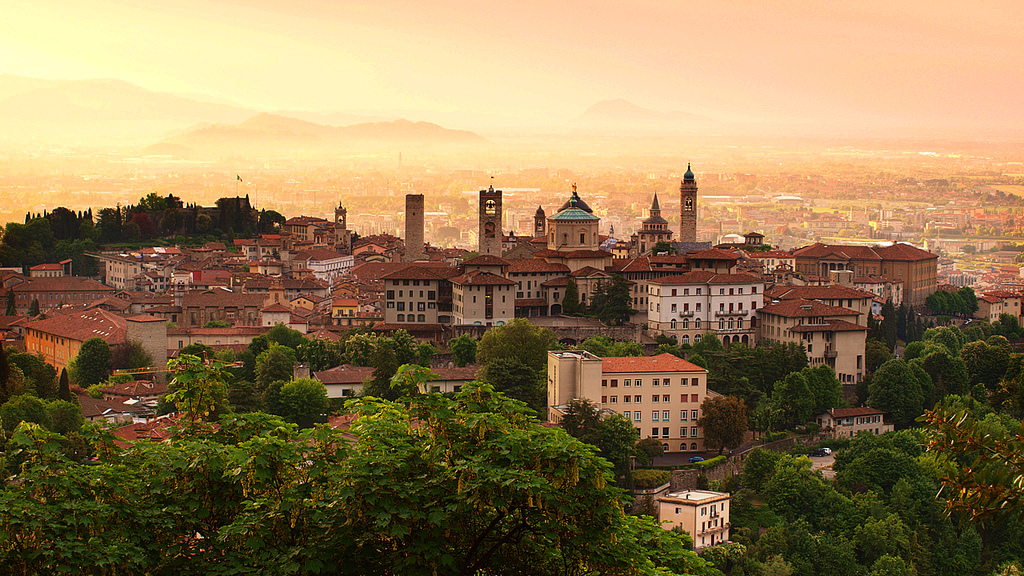
Bergamo (2023 con Brescia)
Brescia (2023 con Bergamo)
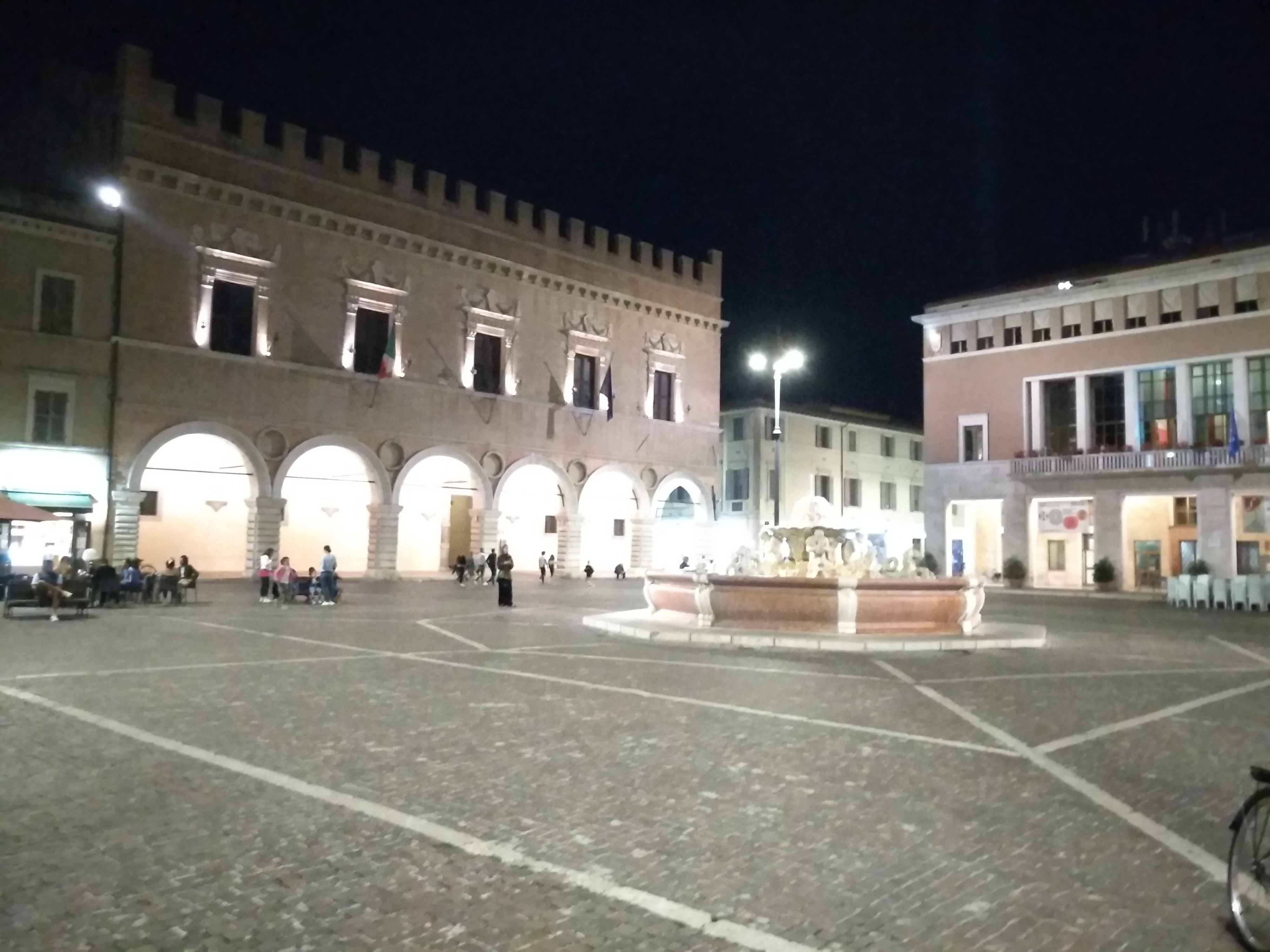
Pesaro (2024)
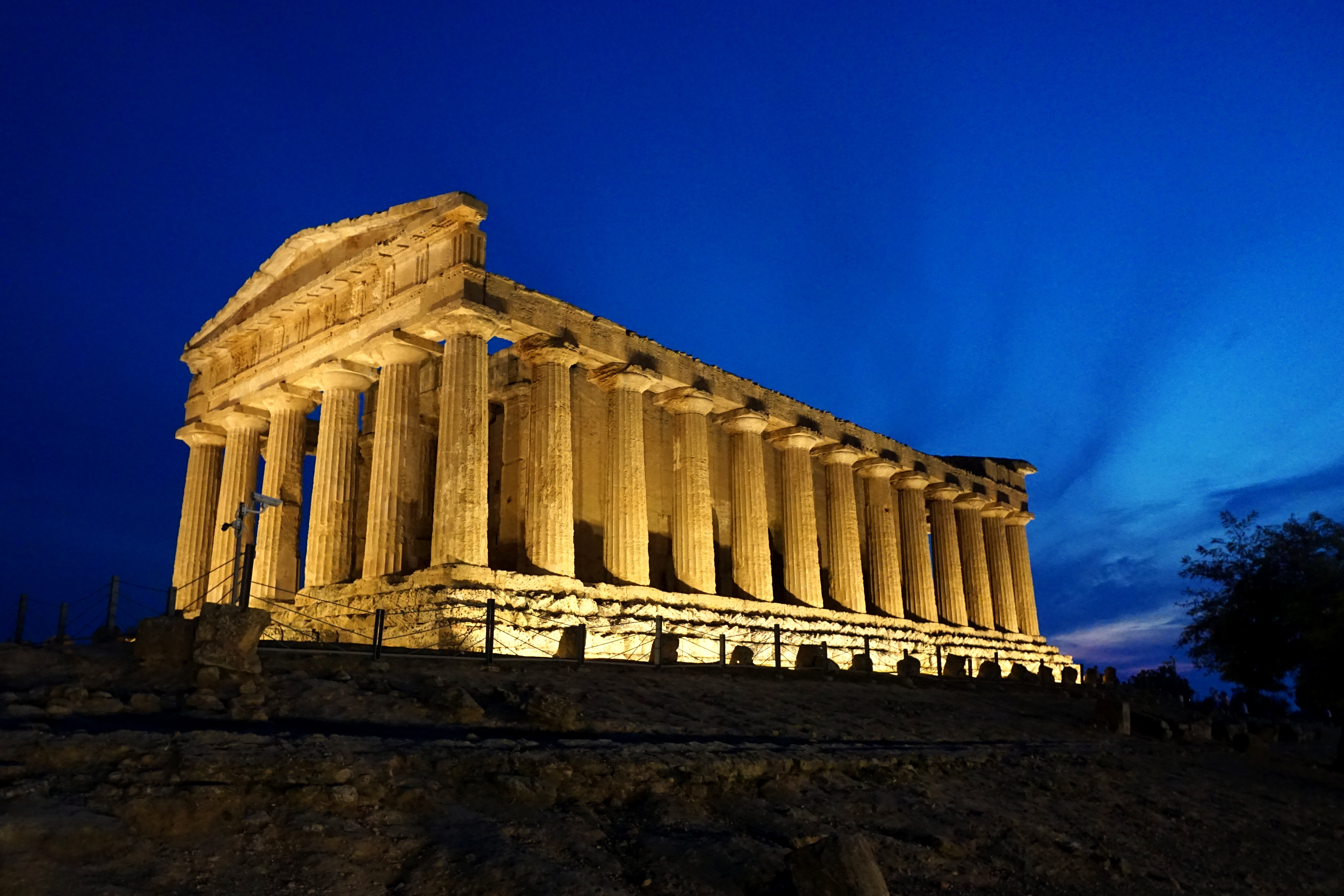
Agrigento (2025)
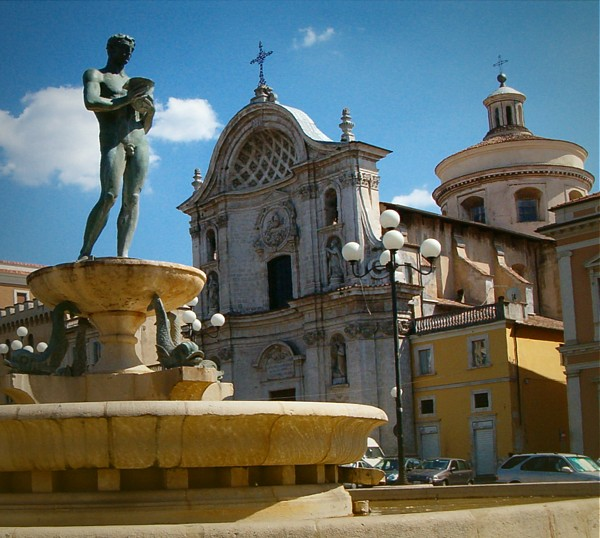
L'Aquila (2026)
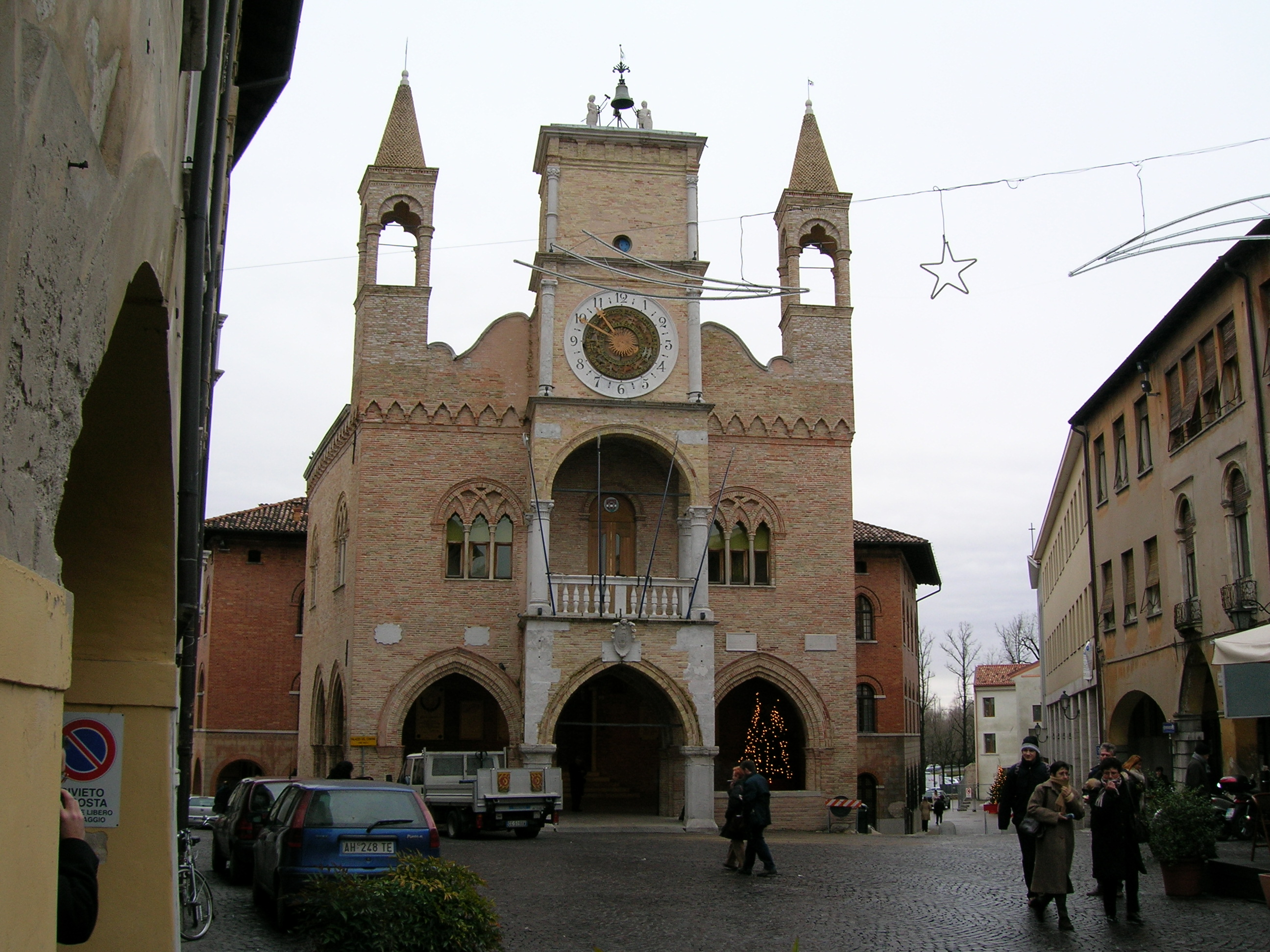
Pordenone (2027)